# بوريس هيسن
بوريس هيسن (بالروسية: Гессен, Борис Михайлович)‏ (و. 1893 – 1936 م) هو فيزيائي، وفيلسوف من الإمبراطورية الروسية .
توفي في موسكو ، عن عمر يناهز 43 عاماً.

## التعليم
تعلم في جامعة إدنبرة، وInstitute of Red Professors